# Юнити Арена
«Юнити Арена» (норв. Unity Arena) — многоцелевой крытый стадион, расположенный в Форнебу, пригороде норвежской столицы Осло. Домашний стадион футбольного клуба «Стабек». Стадион назван по имени спонсора — крупнейшей норвежской телекоммуникационной компании Telenor. Стадион способен вместить 15 тысяч 600 зрителей во время футбольных матчей и 23 тысячи — во время концертов.

## История
Официальное открытие стадиона состоялось 8 марта 2009 года, на стадионе прошёл матч на Суперкубок Норвегии 2009 между чемпионом Норвегии 2008 «Стабеком» и обладателем Кубка Норвегии 2008 «Волеренгой». Матч закончился в пользу хозяев 3:1.
На стадионе прошли концерты всемирно известных музыкантов, таких как Тина Тёрнер, Lady Gaga, Sean Bean и группа AC/DC.
Раньше на месте комплекса находился главный аэропорт страны.
В конце мая 2010 года стадион стал местом проведения конкурса «Евровидение 2010». Полуфиналы и финал конкурса состоялись 25, 27 и 29 мая 2010 года. На месте Telenor Arena был расположен главный пресс-центр Евровидения, а также были проведены репетиции к конкурсу. Telenor Arena была закрыта на подготовку к проведению Евровидения начиная с 1 апреля 2010 года.

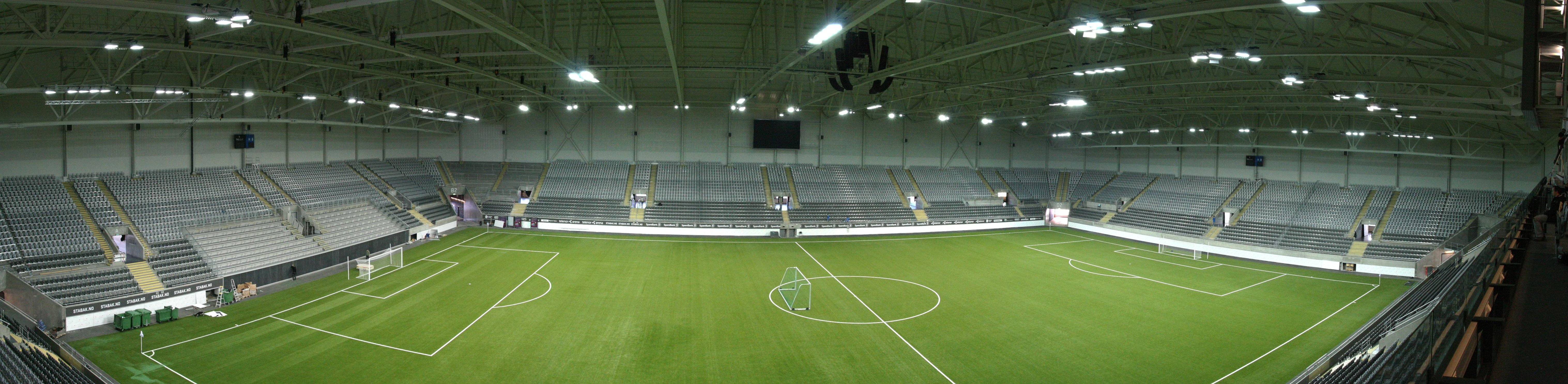
Панорама трибун Теленор Арены.